# Teal Redmann
Teal Redmann (Minnesota, 30 de septiembre de 1982) es una actriz estadounidense nacida en Minnesota.
Comenzó su carrera como actriz desde pequeña, y cuando se graduó en el instituto ya tenía experiencia en radio, televisión, anuncios publicitarios y teatro. A los 17 años se trasladó a vivir a Los Ángeles.
Su primer gran papel en una película fue en Chameleon 3: Dark Angel, un film de ciencia ficción de 2000. Desde entonces ha representado pequeños papeles en otras películas. Hasta ahora, su papel más conocido es el de Louise Grant en la serie de televisión Las chicas Gilmore. También apareció en las series CSI: Crime Scene Investigation, CSI: Miami y Boston Public.

## Filmografía
- Special Breakfast Eggroll: 99¢ (2003) ... Lilly
- Dos tontos muy tontos: Cuando Harry encontró a Lloyd (2003) ... Terri
- Gemelas en la cancha (2002) (TV) ... Nicky Williams
- MTV's Undressed (1999) (TV) ... Abby (2000: Temporada 3)
- Chameleon 3: Dark Angel (2000) (TV) ... Dr. Tess Adkins